# Breda Ba.88
Le Breda Ba.88 « lince » (Lynx en italien) était un chasseur-bombardier de la Seconde Guerre mondiale construit en Italie par la société Breda. Avion très performant pendant ses essais, il se révèle militairement inutile. David Mondey le considère comme l'avion de la seconde guerre mondiale qui représente le pire échec.

## Conception
En 1936, la Regia Aeronautica demande un chasseur bombardier doté d'une autonomie de 2 000 km et d'une vitesse de croisière de 530 km/h. Breda relève ce défi qui paraissait quasiment insurmontable, en réalisant le Ba 88.
L'avion est bimoteur, ses moteurs Piaggio P.XI sont en fait de conception française : ce sont des Gnome et Rhône 14K Mistral Major (moteur radial 14 cylindres refroidi par air) produits sous licence en Italie.
Il est doté d'un fuselage très étroit, minimisant la traînée aérodynamique, mais sa conception est déjà obsolète : il n'est pas de construction monocoque, mais soutenu par un réseau de profilés d'acier. L'avion vole fin 1936 et atteint la vitesse désirée. Au cours de l'année suivante, le prototype bat six records de vitesse différents, qui sont immensément exploités par la propagande italienne.

## Échec opérationnel
Lors du déploiement en escadrille du Breda 88, il est vite évident que l'avion n'aura pas une carrière militaire répondant à ses performances de vol. Pressé par l'exigence en matière de vitesse, Breda a en fait réalisé un avion de course, bien plus qu'un bombardier. Le fuselage est trop étroit pour y placer une soute à bombes, celle-ci doit donc être installée de façon semi-externe, dégradant considérablement l'aérodynamique de l'appareil. Le prototype a volé sans les équipements nécessaires aux missions de combat (communication, navigation, visée...) et une fois ceux-ci installés, l'avion est alourdi et déséquilibré.
Les performances sont encore amoindries quand l'avion est déployé en Afrique du Nord : des filtres à sable sont installés sur les moteurs, et réduisent tellement leur puissance que le simple fait de décoller devient un défi. À l'exception d'une attaque contre la Corse au début de la guerre, les Ba 88 n'ont pratiquement pas pu être utilisés au combat, et beaucoup d'exemplaires ont été ferraillés peu après leur construction.